# 145-й меридіан східної довготи
145-й меридіан східної довготи — лінія довготи, що лежить на 145 градусів східніше Гринвіцького меридіана. Вона проходить від Північного полюса через Північний Льодовитий океан, Азію, Тихий океан, Австралазію, Індійський океан, Південний океан та Антарктиду до Південного полюса.
145-й меридіан східної довготи формує велике коло разом із 35-тим меридіаном західної довготи.

## Список географічних об'єктів, що перетинає 145° сх. д.
Починаючи на Північному полюсі та рухаючись до Південного полюса, 145-й меридіан східної довготи проходить через:
| Координати                                                   | Країна, територія або море | Примітки |
| ------------------------------------------------------------ | -------------------------- | --- |
| 90°0′ пн. ш. 145°0′ сх. д. / 90.000° пн. ш. 145.000° сх. д.  | Північний Льодовитий океан | |
| 75°37′ пн. ш. 145°0′ сх. д. / 75.617° пн. ш. 145.000° сх. д. | Росія                      | Новосибірські острови — проходить через острів Котельний |
| 75°27′ пн. ш. 145°0′ сх. д. / 75.450° пн. ш. 145.000° сх. д. | Східносибірське море       | |
| 72°35′ пн. ш. 145°0′ сх. д. / 72.583° пн. ш. 145.000° сх. д. | Росія                      | |
| 59°22′ пн. ш. 145°0′ сх. д. / 59.367° пн. ш. 145.000° сх. д. | Охотське море              | Проходить східніше острова Сахалін, Росія |
| 44°4′ пн. ш. 145°0′ сх. д. / 44.067° пн. ш. 145.000° сх. д.  | Японія                     | Проходить через острів Хоккайдо |
| 42°59′ пн. ш. 145°0′ сх. д. / 42.983° пн. ш. 145.000° сх. д. | Тихий океан                | Проходить східніше острова Фаральон-де-Пахарос[en], Північні Маріанські Острови · Проходить західніше острова Рота[en], Північні Маріанські Острови · Проходить східніше Гуама · Проходить західніше островів Ерміт[en], Папуа Нова Гвінея |
| 4°3′ пд. ш. 145°0′ сх. д. / 4.050° пд. ш. 145.000° сх. д.    | Папуа Нова Гвінея          | Проходить через острів Манам[en] |
| 4°7′ пд. ш. 145°0′ сх. д. / 4.117° пд. ш. 145.000° сх. д.    | Тихий океан                | Новогвінейське море |
| 4°19′ пд. ш. 145°0′ сх. д. / 4.317° пд. ш. 145.000° сх. д.   | Папуа Нова Гвінея          | Проходить через Нову Гвінею |
| 7°49′ пд. ш. 145°0′ сх. д. / 7.817° пд. ш. 145.000° сх. д.   | Коралове море              | Проходить східніше острова Ховік[en], Квінсленд, Австралія |
| 14°45′ пд. ш. 145°0′ сх. д. / 14.750° пд. ш. 145.000° сх. д. | Австралія                  | Квінсленд Новий Південний Уельс Вікторія — проходить через Мельбурн |
| 37°57′ пд. ш. 145°0′ сх. д. / 37.950° пд. ш. 145.000° сх. д. | Затока Порт-Філіп          | |
| 38°16′ пд. ш. 145°0′ сх. д. / 38.267° пд. ш. 145.000° сх. д. | Австралія                  | Вікторія — проходить через півострів Морнінгтон |
| 38°29′ пд. ш. 145°0′ сх. д. / 38.483° пд. ш. 145.000° сх. д. | Бассова протока            | Проходить східніше острова Трі-Хаммок[en], Австралія |
| 40°41′ пд. ш. 145°0′ сх. д. / 40.683° пд. ш. 145.000° сх. д. | Австралія                  | Проходить через острови Роббінс[en] і Тасманія |
| 41°46′ пд. ш. 145°0′ сх. д. / 41.767° пд. ш. 145.000° сх. д. | Індійський океан           | Австралія визнає цю акваторію частиною Південного океану[1][2] |
| 60°0′ пд. ш. 145°0′ сх. д. / 60.000° пд. ш. 145.000° сх. д.  | Південний океан            | |
| 67°0′ пд. ш. 145°0′ сх. д. / 67.000° пд. ш. 145.000° сх. д.  | Антарктида                 | Проходить через Австралійську антарктичну територію (претендує Австралія) |